# 马苏埃拉
马苏埃拉（西班牙語：Mazuela），是西班牙卡斯蒂利亚-莱昂布尔戈斯省的一个市镇。总面积13平方公里，总人口78人（2001年），人口密度6人/平方公里。